# Snowboarding na Zimowych Igrzyskach Olimpijskich 2014 – slalom gigant równoległy mężczyzn
Slalom gigant równoległy mężczyzn – czwarta z konkurencji rozgrywanych w ramach snowboardingu na Zimowych Igrzyskach Olimpijskich 2014. Zawodnicy o medale olimpijskie rywalizowali 19 lutego na trasie Stadium PSX w Ekstrim-park Roza Chutor położonym w Krasnej Polanie. Tytułu mistrza olimpijskiej z Vancouver nie obronił Kanadyjczyk Jasey-Jay Anderson, który odpadł w fazie 1/8 finału. Nowym mistrzem olimpijskim został reprezentant gospodarzy Rosjanin Vic Wild, srebrny medal olimpijski wywalczył zawodnik ze Szwajcarii Nevin Galmarini. Zaś brązowy krążek wywalczył przedstawiciel Słowenii Žan Košir.

## Terminarz
| Data      | Konkurencja  | Godzina rozpoczęcia | Godzina rozpoczęcia |
| Data      | Konkurencja  | Czas CET            | Czas lokalny        |
| --------- | ------------ | ------------------- | ------------------- |
| 16 lutego | Kwalifikacje | 6:42                | 9:42                |
| 16 lutego | 1/8 finału   | 10:12               | 13:12               |
| 16 lutego | Ćwierćfinał  | 10:54               | 13:54               |
| 16 lutego | Półfinał     | 11:18               | 14:18               |
| 16 lutego | Finał        | 11:35               | 14:35               |

## Tło
| Data                                                                                | Miejscowość                                                                         | Zwycięzca                                                                           | Drugi                                                                               | Trzeci                                                                              | Źródło                                                                              |
| Wyniki giganta równoległego podczas zawodów Pucharu Świata w snowboardzie 2013/2014 | Wyniki giganta równoległego podczas zawodów Pucharu Świata w snowboardzie 2013/2014 | Wyniki giganta równoległego podczas zawodów Pucharu Świata w snowboardzie 2013/2014 | Wyniki giganta równoległego podczas zawodów Pucharu Świata w snowboardzie 2013/2014 | Wyniki giganta równoległego podczas zawodów Pucharu Świata w snowboardzie 2013/2014 | Wyniki giganta równoległego podczas zawodów Pucharu Świata w snowboardzie 2013/2014 |
| ----------------------------------------------------------------------------------- | ----------------------------------------------------------------------------------- | ----------------------------------------------------------------------------------- | ----------------------------------------------------------------------------------- | ----------------------------------------------------------------------------------- | ----------------------------------------------------------------------------------- |
| 13 grudnia                                                                          | Carezza                                                                             | Anton Unterkofler                                                                   | Žan Košir                                                                           | Lukas Mathies                                                                       | [ 1 ]                                                                               |
| 18 stycznia                                                                         | Rogla                                                                               | Lukas Mathies                                                                       | Žan Košir                                                                           | Sylvain Dufour                                                                      | [ 2 ]                                                                               |
| 1 lutego                                                                            | Sudelfeld                                                                           | Sylvain Dufour                                                                      | Lukas Mathies                                                                       | Justin Reiter                                                                       | [ 3 ]                                                                               |
| Wyniki Slalomu giganta równoległego na Zimowych Igrzyskach Olimpijskich 2010        |                                                                                     |                                                                                     |                                                                                     |                                                                                     |                                                                                     |
| 27 lutego                                                                           | Vancouver                                                                           | Jasey-Jay Anderson                                                                  | Benjamin Karl                                                                       | Mathieu Bozzetto                                                                    | [ 4 ]                                                                               |
| Wyniki Slalomu giganta równoległego na mistrzostwach świata 2011                    |                                                                                     |                                                                                     |                                                                                     |                                                                                     |                                                                                     |
| 19 stycznia                                                                         | La Molina                                                                           | Benjamin Karl                                                                       | Rok Marguč                                                                          | Roland Fischnaller                                                                  | [ 5 ]                                                                               |
| Wyniki Slalomu giganta równoległego na mistrzostwach świata 2013                    |                                                                                     |                                                                                     |                                                                                     |                                                                                     |                                                                                     |
| 25 stycznia                                                                         | Stoneham                                                                            | Benjamin Karl                                                                       | Roland Fischnaller                                                                  | Vic Wild                                                                            | [ 6 ]                                                                               |

## Wyniki

### Kwalifikacje
| Miejsce | Nr | Zawodniczka        | Reprezentacja     | Para | Trasa Czerwona | Trasa Niebieska | Czas łączny | Uwagi |
| Miejsce | Nr | Zawodniczka        | Reprezentacja     | Para | Czas           | Czas            | Czas łączny | Uwagi |
| ------- | -- | ------------------ | ----------------- | ---- | -------------- | --------------- | ----------- | ----- |
| 1.      | 26 | Andriej Sobolew    | Rosja             | 13   | 48.43          | 47.19           | 1:35.62     | Q     |
| 2.      | 7  | Vic Wild           | Rosja             | 4    | 47.34          | 48.54           | 1:35.88     | Q     |
| 3.      | 21 | Patrick Bussler    | Niemcy            | 11   | 47.66          | 49.28           | 1:36.94     | Q     |
| 4.      | 3  | Rok Marguč         | Słowenia          | 2    | 48.58          | 48.75           | 1:37.33     | Q     |
| 5.      | 15 | Benjamin Karl      | Austria           | 8    | 48.03          | 49.41           | 1:37.44     | Q     |
| 6.      | 20 | Rok Flander        | Słowenia          | 10   | 49.72          | 47.81           | 1:37.53     | Q     |
| 7.      | 18 | Kaspar Flütsch     | Szwajcaria        | 9    | 50.24          | 47.58           | 1:37.82     | Q     |
| 8.      | 5  | Žan Košir          | Słowenia          | 3    | 48.89          | 48.93           | 1:37.82     | Q     |
| 9.      | 19 | Philipp Schoch     | Szwajcaria        | 10   | 47.56          | 50.29           | 1:37.85     | Q     |
| 10.     | 1  | Simon Schoch       | Szwajcaria        | 1    | 49.05          | 49.41           | 1:38.46     | Q     |
| 11.     | 22 | Jasey-Jay Anderson | Kanada            | 11   | 49.88          | 49.59           | 1:39.47     | Q     |
| 12.     | 13 | Alexander Bergmann | Niemcy            | 7    | 49.07          | 49.42           | 1:38.49     | Q     |
| 13.     | 8  | Nevin Galmarini    | Szwajcaria        | 4    | 49.23          | 49.84           | 1:39.07     | Q     |
| 14.     | 10 | Matthew Morison    | Kanada            | 5    | 49.75          | 49.87           | 1:39.62     | Q     |
| 15.     | 4  | Sylvain Dufour     | Francja           | 2    | 48.57          | 51.19           | 1:39.76     | Q     |
| 16.     | 9  | Andreas Prommegger | Austria           | 5    | 50.44          | 49.32           | 1:39.76     | Q     |
| 17.     | 29 | Kim Sang-kyum      | Korea Południowa  | 15   | 49.48          | 50.79           | 1:40.27     |       |
| 18.     | 2  | Roland Fischnaller | Włochy            | 1    | 50.68          | 49.80           | 1:40.48     |       |
| 19.     | 28 | Walerij Kolegow    | Rosja             | 14   | 50.02          | 50.67           | 1:40.69     |       |
| 20.     | 23 | Stefan Baumeister  | Niemcy            | 12   | 51.30          | 49.42           | 1:40.72     |       |
| 21.     | 30 | Izidor Šušteršič   | Słowenia          | 15   | 50.36          | 50.66           | 1:41.02     |       |
| 22.     | 11 | Anton Unterkofler  | Austria           | 6    | 49.57          | 51.47           | 1:41.04     |       |
| 23.     | 32 | Josyp Peniak       | Ukraina           | 16   | 49.71          | 51.43           | 1:41.14     |       |
| 24.     | 14 | Justin Reiter      | Stany Zjednoczone | 7    | 50.90          | 50.35           | 1:41.25     |       |
| 25.     | 31 | Radosław Jankow    | Bułgaria          | 16   | 51.46          | 50.62           | 1:42.08     |       |
| 26.     | 27 | Shin Bong-shik     | Korea Południowa  | 14   | 53.75          | 49.68           | 1:43.43     |       |
| 27.     | 17 | Michael Lambert    | Kanada            | 9    | 52.56          | 51.13           | 1:43.69     |       |
| 28.     | 24 | Christoph Mick     | Włochy            | 12   | 52.83          | 55.42           | 1:48.25     |       |
| 29.     | 16 | Stanisław Dietkow  | Rosja             | 8    | 48.26          | DSQ             |             |       |
| 30.     | 12 | Aaron March        | Włochy            | 6    | 1:03.16        | DSQ             |             |       |
|         | 6  | Lukas Mathies      | Austria           | 3    | DSQ            |                 |             |       |
|         | 25 | Meinhard Erlacher  | Włochy            | 13   |                | DSQ             |             |       |

### 1/8 Finału
| Miejsce | Nr | Zawodnik           | Reprezentacja | Para | Trasa Niebieska | Trasa Czerwona | Uwagi |                 |       |   |        |     |  |
| ------- | -- | ------------------ | ------------- | ---- | --------------- | -------------- | ----- | --------------- | ----- | - | ------ | --- |  |
| Miejsce | Nr | Zawodnik           | Reprezentacja | Para |                 | 26             | Uwagi | Andriej Sobolew | Rosja | 1 | + 1,61 | ... |  |
|         | 9  | Andreas Prommegger | Austria       | 1    | + 0,42          | wygrana        |       |                 |       |   |        |     |  |
|         | 5  | Žan Košir          | Słowenia      | 2    | wygrana         | ...            |       |                 |       |   |        |     |  |
|         | 19 | Philipp Schoch     | Szwajcaria    | 2    | + 0,19          | + 0,17         |       |                 |       |   |        |     |  |
|         | 15 | Benjamin Karl      | Austria       | 3    | + 0,10          | ...            |       |                 |       |   |        |     |  |
|         | 8  | Nevin Galmarini    | Szwajcaria    | 3    | + 0,59          | wygrana        |       |                 |       |   |        |     |  |
|         | 3  | Rok Marguč         | Słowenia      | 4    | wygrana         | + 0,09         |       |                 |       |   |        |     |  |
|         | 22 | Jasey-Jay Anderson | Kanada        | 4    | ...             | + 0,47         |       |                 |       |   |        |     |  |
|         | 21 | Patrick Bussler    | Niemcy        | 5    | wygrana         | ...            |       |                 |       |   |        |     |  |
|         | 10 | Matthew Morison    | Kanada        | 5    | + 0,53          | + 0,30         |       |                 |       |   |        |     |  |
|         | 20 | Rok Flander        | Słowenia      | 6    | wygrana         | ...            |       |                 |       |   |        |     |  |
|         | 13 | Alexander Bergmann | Niemcy        | 6    | + 0,14          | + 0,34         |       |                 |       |   |        |     |  |
|         | 18 | Kaspar Flütsch     | Szwajcaria    | 7    | + 0,22          | ...            |       |                 |       |   |        |     |  |
|         | 1  | Simon Schoch       | Szwajcaria    | 7    | + 0,14          | wygrana        |       |                 |       |   |        |     |  |
|         | 7  | Vic Wild           | Rosja         | 8    | wygrana         | ...            |       |                 |       |   |        |     |  |
|         | 4  | Sylvain Dufour     | Francja       | 8    | + 0,77          | + 5,65         |       |                 |       |   |        |     |  |

### Ćwierćfinał
| Miejsce | Nr | Zawodnik        | Reprezentacja | Para | Trasa Niebieska | Trasa Czerwona | Uwagi |                    |         |   |        |        |  |
| ------- | -- | --------------- | ------------- | ---- | --------------- | -------------- | ----- | ------------------ | ------- | - | ------ | ------ |  |
| Miejsce | Nr | Zawodnik        | Reprezentacja | Para |                 | 9              | Uwagi | Andreas Prommegger | Austria | 1 | + 0,53 | + 0,04 |  |
|         | 5  | Žan Košir       | Słowenia      | 1    | ...             | wygrana        | Q     |                    |         |   |        |        |  |
|         | 8  | Nevin Galmarini | Szwajcaria    | 2    | wygrana         | ...            | Q     |                    |         |   |        |        |  |
|         | 3  | Rok Marguč      | Słowenia      | 2    | + 0,29          | + 0,09         |       |                    |         |   |        |        |  |
|         | 21 | Patrick Bussler | Niemcy        | 3    | wygrana         | ...            | Q     |                    |         |   |        |        |  |
|         | 20 | Rok Flander     | Słowenia      | 3    | + 0,46          | + 0,40         |       |                    |         |   |        |        |  |
|         | 1  | Simon Schoch    | Szwajcaria    | 4    | + 4,19          | + 1,50         |       |                    |         |   |        |        |  |
|         | 7  | Vic Wild        | Rosja         | 4    | ...             | wygrana        | Q     |                    |         |   |        |        |  |

### Półfinał
| Miejsce | Nr | Zawodnik        | Reprezentacja | Para | Trasa Niebieska | Trasa Czerwona | Uwagi |           |          |   |        |        |     |
| ------- | -- | --------------- | ------------- | ---- | --------------- | -------------- | ----- | --------- | -------- | - | ------ | ------ | --- |
| Miejsce | Nr | Zawodnik        | Reprezentacja | Para |                 | 5              | Uwagi | Žan Košir | Słowenia | 1 | + 1,36 | + 0,12 | QSF |
|         | 8  | Nevin Galmarini | Szwajcaria    | 1    | ...             | wygrana        | QF    |           |          |   |        |        |     |
|         | 21 | Patrick Bussler | Niemcy        | 2    | + 2,61          | + 0,86         | QSF   |           |          |   |        |        |     |
|         | 7  | Vic Wild        | Rosja         | 2    | ...             | wygrana        | QF    |           |          |   |        |        |     |

### Finał
| Miejsce | Nr | Zawodnik        | Reprezentacja | Trasa Niebieska | Trasa Czerwona |          |       |        |         |
| ------- | -- | --------------- | ------------- | --------------- | -------------- | -------- | ----- | ------ | ------- |
| Miejsce | Nr | Zawodnik        | Reprezentacja | 01 !            | 7              | Vic Wild | Rosja | + 0,54 | wygrana |
| 02 !    | 8  | Nevin Galmarini | Szwajcaria    | + 2,14          | ...            |          |       |        |         |
| 03 !    | 5  | Žan Košir       | Słowenia      | wygrana         | ...            |          |       |        |         |
| 4.      | 21 | Patrick Bussler | Niemcy        | + 0,72          | + 2,26         |          |       |        |         |